# 헬보이 (2019년 영화)
《헬보이》(영어: Hellboy)는 2019년 개봉된 미국의 영화이다. 다크 호스 코믹스의 동명 만화 캐릭터를 원작으로 한다.

## 줄거리
'헬보이' 자신이 소속된 B.P.R.D의 임무로

영국의 한 비밀 단체의 괴수 사냥을 도우러 갔지만 되려 공격을 당하고,

곧 영국에서 어마어마한 일이 벌어지고 있다는 것을 알게 된다.

서기 517년, 아서왕에게 패하고 몸이 6조각으로 나뉘어 봉인된 '블러드 퀸'을 다시 부활시켜

인류를 파멸시키려는 초자연적 빌런들에 의해 영국은 물론 전 세계가 위험에 빠지게 된다.

헬보이는 이들에 맞서 인류를 위험으로부터 구해야만 하는데…

- B.P.R.D(Bureau of Paranormal Research & Defense): 초자연 현상 연구 방위국

## 출연
- 데이비드 하버 - 헬보이
- 밀라 요보비치 - 니무에
- 이언 맥셰인 - 트레버 브러튼홀름
- 사샤 레인 - 앨리스 모나한
- 브라이언 글리슨 - 멀린
- 대니얼 대 김 - 벤 다이미오
- 소피 오코네도 - 레이디 해튼
- 퍼넬러피 미첼 - 가네이다
- 앨리스터 피트리 - 애덤 글래런 경